# UFC on ESPN: Thompson vs. Holland
UFC on ESPN: Thompson vs. Holland（ユーエフシー・オン・イーエスピーエヌ：トンプソン・バーサス・ホランド、別名UFC on ESPN 42）は、アメリカ合衆国の総合格闘技団体「UFC」の大会の一つ。2022年12月3日、フロリダ州オーランドのアムウェイ・センターで開催された。

## 大会概要
本大会はスティーブン・トンプソンとケビン・ホランドのウェルター級戦が組まれた。

## 試合結果

### プレリミナリーカード
第1試合 女子ストロー級 5分3R
○  ヤスミン・ハウレギ vs.  イステラ・ヌネス ×
2R 4:06 TKO（パウンド）
第2試合 フェザー級 5分3R
○  フランシス・マーシャル vs.  マルセロ・ロホ ×
2R 1:14 KO（右フック→パウンド）
第3試合 ライト級 5分3R
○  ナタン･レビー vs.  ヘナロ・バルデス ×
3R終了 判定3-0（29-28、29-28、30-27）
第4試合 フェザー級 5分3R
○  ジョナサン・ピアース vs.  ダレン・エルキンス ×
3R終了 判定3-0（30-27、30-27、30-26）
第5試合 ライト級 5分3R
○  マイケル・ジョンソン vs.  マルク・ディアケイジー ×
3R終了 判定3-0（29-28、29-28、30-27）
第6試合 ライト級 5分3R
○  クレイ・グイダ vs.  スコット・ホルツマン ×
3R終了 判定2-1（28-29、29-28、29-28）
第7試合 女子ストロー級 5分3R
○  アンジェラ・ヒル vs.  エミリー・デュコテ ×
3R終了 判定3-0（30-27、30-27、30-27）

### メインカード
第8試合 173.5ポンド契約 5分3R
○  フィリップ・ロウ vs.  ニコ・プライス ×
3R 3:26 TKO（スタンドパンチ連打）
※ロウの体重超過によりウェルター級から変更。
第9試合 ミドル級 5分3R
○  エリク・アンダース vs.  カイル・ドーカス ×
2R 2:45 TKO（パウンド）
第10試合 ミドル級 5分3R
○  ロマン・ドリーゼ vs.  ジャック・ハーマンソン ×
2R 4:06 TKO（パウンド）
第11試合 ヘビー級 5分3R
○  セルゲイ・パブロビッチ vs.  タイ・トゥイバサ ×
1R 0:54 KO（右アッパー→パウンド）
第12試合 フライ級 5分3R
○  マテウス・ニコラウ vs.  マット・シュネル ×
2R 1:44 KO（右フック→パウンド）
第13試合 ウェルター級 5分3R
○  ハファエル・ドス・アンジョス vs.  ブライアン・バーバリーナ ×
2R 3:20 ネッククランク
第14試合 ウェルター級 5分5R
○  スティーブン・トンプソン vs.  ケビン・ホランド ×
4R 5:00 TKO（コーナーストップ）

### 各賞
ファイト・オブ・ザ・ナイト：スティーブン・トンプソン vs. ケビン・ホランド
パフォーマンス・オブ・ザ・ナイト：セルゲイ・パブロビッチ、ロマン・ドリーゼ
各選手にはボーナスとして5万ドルが授与された。

### カード変更
負傷などによるカードの変更は以下の通り。